# Gentiana cristata
Gentiana cristata är en gentianaväxtart som beskrevs av H. Smith. Gentiana cristata ingår i släktet gentianor, och familjen gentianaväxter. Inga underarter finns listade i Catalogue of Life.